# نیروگاه بادی تیساید
نیروگاه بادی تیساید (انگلیسی: Teesside Wind Farm) که با نام نیروگاه بادی ردکار هم مورد اشاره قرار می‌گیرد یک نیروگاه بادی دریایی با ظرفیت تولید برق ۶۲ مگاوات است که مشتمل بر ۲۷ توربین می‌باشد، در سمت شرق دهانه رود تیز و به فاصله ۱٫۵ کیلومتر در سمت شمال شهرک ردکار دور از ساحل یورک‌شر شمالی، انگلستان در دریای شمال ایجاد شده‌است.
ساخت این نیروگاه بادی در ماه فوریه ۲۰۱۱ شروع شده و در ژوئن ۲۰۱۳ ساخت آن به پایان رسید. این نیروگاه بادی توسط شرکت سهامی خاص محدود ئی‌دی‌اف انرژی ایجاد گردیده و توسط شرکت سهامی خاص محدود نیروگاه تیساید مورد بهره‌برداری قرار گرفت؛ مالکیت کامل آن به شرکت ئی‌دی‌اف انرژی تعلق دارد.